# Vela nos Jogos Olímpicos de Verão de 2024
As competições de vela nos Jogos Olímpicos de Verão de 2024 aconteceram entre 28 de julho a 8 de agosto na Marina de Marselha. O número de velejadores que competiram nas dez classes nesses Jogos foi reduzido de 350 para 330, com distribuição igualitária entre homens e mulheres. Além disso, várias mudanças significativas foram instituídas no programa de vela para Paris 2024 visando reforçar a igualdade de gênero e a grande diversidade entre as nações no processo de qualificação.

## Qualificação
A quantidade de velejadores que competiram nas dez classes diferentes foi para 330 visando uma distribuição igualitária entre homens e mulheres. Com isso, a Federação Internacional de Vela (World Sailing) ratificou diversas emendas ao processo classificatório.
O período de qualificação se iniciou no Campeonato Mundial de Vela de 2023 em Haia, Países Baixos, onde 107 vagas, cerca de quarenta por cento da quantidade total, foram concedidas aos CONs mais bem classificados nas dez classes da vela olímpica. Catorze vagas foram distribuídas para os velejadores que competiram no masculino (Laser) e feminino (Laser Radial) no Campeonato Mundial ILCA de 2024 em Adelaide, Austrália, enquanto os CONs mais bem classificados que disputaram a qualificação receberam uma única vaga em cada categoria, exceto Laser e Laser Radial (três por gênero para a Ásia e dois para os demais) em suas respectivas regatas continentais (África, Ásia, América Central e do Sul, Europa, América do Norte e Caribe e Oceania).
O restante das vagas foi atribuído aos velejadores elegíveis por meio da Last Chance Regata de 2024 em Hyères, França (39 barcos no total) e como parte do Programa das Nações Emergentes da World Sailing (dois barcos por gênero cada no windsurf e bote). Quatro vagas (duas por gênero) deram direito aos CONs que competiram no Laser masculino e no Laser Radial feminino pela Comissão Tripartite.
Como país sede, a França teve uma vaga garantida em cada uma das dez classes de vela.

## Formato
O programa da vela sofreu algumas alterações com realização a 2020:
- As classes Laser, Laser Radial, 470, Nacra 17, 49er e 49erFX retornam para 2024.
- O 470 passou a ser um evento misto ao invés de competições masculinas e femininas separadas.
- A classe Finn foi retirada do programa.
- As classes RS:X foram substituídas pelo IQFoil com eventos masculinos e femininos.[5]
- A Formula Kite foi adicionada com um evento masculino e feminino.[6]

### Classes (equipamentos)
| Classe       | Tipo           | Evento | Gênero    | Velejadores | Trapézio | Vela grande | Genoa | Balão | Primeira edição | Intro. do evento |
| ------------ | -------------- | ------ | --------- | ----------- | -------- | ----------- | ----- | ----- | --------------- | ---------------- |
| IQFoil       | Prancha à vela | Frota  | feminino  | 1           | –        | +           | –     | –     | 2024            | 2024             |
| IQFoil       | Prancha à vela | Frota  | masculino | 1           | –        | +           | –     | –     | 2024            | 2024             |
| Laser Radial | Veleiro        | Frota  | feminino  | 1           | –        | +           | –     | –     | 2008            | 2008             |
| Laser        | Veleiro        | Frota  | masculino | 1           | –        | +           | –     | –     | 1996            | Várias           |
| 470          | Veleiro        | Frota  | misto     | 2           | 1        | +           | +     | +     | 1976            | 1998             |
| 49er         | Esquife        | Frota  | masculino | 2           | 2        | +           | +     | +     | 2000            | Várias           |
| 49erFX       | Esquife        | Frota  | feminino  | 2           | 2        | +           | +     | +     | 2016            | 2016             |
| Nacra 17     | Multicasco     | Frota  | misto     | 2           | 2        | +           | +     | +     | 2016            | 2016             |
| Formula Kite | Kitesurf       | Frota  | feminino  | 1           | –        | +           | –     | –     | 2024            | 2024             |
| Formula Kite | Kitesurf       | Frota  | masculino | 1           | –        | +           | –     | –     | 2024            | 2024             |

## Calendário
As regatas da vela dependem muito das condições climáticas no período de disputa, sofrendo constantes alterações. Em 2024 foram realizadas entre 28 de julho e 9 de agosto.
| E | Regata eliminatória | RM | Regata de medalha (10 melhores pontuações) |

| DataEvento         | Dom 28 jul | Seg 29 jul | Ter 30 jul | Qua 31 jul | Qui 1 ago | Sex 2 ago | Sáb 3 ago | Dom 4 ago | Seg 5 ago | Ter 6 ago | Qua 7 ago | Qui 8 ago |
| ------------------ | ---------- | ---------- | ---------- | ---------- | --------- | --------- | --------- | --------- | --------- | --------- | --------- | --------- |
| Classes masculinas |            |            |            |            |           |           |           |           |           |           |           |           |
| IQFoil             | E          | E          | E          |            | E         | RM        |           |           |           |           |           |           |
| Formula Kite       |            |            |            |            |           |           |           | E         | E         | E         | E         | RM        |
| Laser              |            |            |            |            | E         | E         | E         | E         | E         | RM        |           |           |
| 49er               | E          | E          | E          | E          | RM        |           |           |           |           |           |           |           |
| Classes femininas  |            |            |            |            |           |           |           |           |           |           |           |           |
| IQFoil             | E          | E          | E          |            | S         | RM        |           |           |           |           |           |           |
| Formula Kite       |            |            |            |            |           |           |           | E         | E         | E         | E         | RM        |
| Laser Radial       |            |            |            |            | E         | E         | E         | E         | E         | RM        |           |           |
| 49er FX            | E          | E          | E          | E          | RM        |           |           |           |           |           |           |           |
| Classes mistas     |            |            |            |            |           |           |           |           |           |           |           |           |
| 470                |            |            |            |            |           | E         | E         | E         | E         | E         | RM        |           |
| Nacra 17           |            |            |            |            |           |           | E         | E         | E         | E         | RM        |           |

## Nações participantes
Ao todo, 65 CONs tiveram velejadores qualificados. Entre parênteses encontra-se representada a quantidade de competidores.
- GER Alemanha (14)
- ANG Angola (3)
- ANT Antígua e Barbuda (1)
- ALG Argélia (1)
- ARG Argentina (7)
- ARU Aruba (2)
- AUS Austrália (12)
- AUT Áustria (9)
- BEL Bélgica (8)
- BER Bermudas (1)
- BRA Brasil (12)
- CAN Canadá (6)
- CZE Chéquia (3)
- CHI Chile (2)
- CHN China (13)
- CYP Chipre (4)
- COL Colômbia (1)
- KOR Coreia do Sul (1)
- CRO Croácia (6)
- DEN Dinamarca (9)
- EGY Egito (2)
- ESA El Salvador (1)
- SVK Eslováquia (1)
- SLO Eslovênia (6)
- ESP Espanha (13)
- USA Estados Unidos (13)
- EST Estônia (2)
- FIJ Fiji (2)
- FIN Finlândia (7)
- FRA França (14)
- GBR Grã-Bretanha (14)
- GRE Grécia (4)
- GUA Guatemala (1)
- HKG Hong Kong (5)
- HUN Hungria (2)
- CAY Ilhas Cayman (1)
- IVB Ilhas Virgens Britânicas (1)
- IND Índia (2)
- IRL Irlanda (4)
- ISR Israel (8)
- ITA Itália (12)
- JPN Japão (7)
- KUW Kuwait (1)
- LTU Lituânia (2)
- MAS Malásia (2)
- MRI Maurício (2)
- MEX México (2)
- MOZ Moçambique (1)
- MNE Montenegro (1)
- NOR Noruega (5)
- NZL Nova Zelândia (12)
- NED Países Baixos (11)
- PER Peru (3)
- POL Polônia (10)
- PUR Porto Rico (1)
- POR Portugal (4)
- ROU Romênia (1)
- SAM Samoa (2)
- LCA Santa Lúcia (1)
- SGP Singapura (2)
- SWE Suécia (8)
- SUI Suíça (7)
- THA Tailândia (4)
- TUR Turquia (8)
- URU Uruguai (3)

## Medalhistas
Masculino
| Evento       | Ouro                                    | Prata                                             | Bronze                                     |
| ------------ | --------------------------------------- | ------------------------------------------------- | ------------------------------------------ |
| IQFoil       | Tom Reuveny ISR Israel                  | Grae Morris AUS Austrália                         | Luuc van Opzeeland NED Países Baixos       |
| Formula Kite | Valentin Bontus AUT Áustria             | Toni Vodišek SLO Eslovênia                        | Maximilian Maeder SGP Singapura            |
| Laser        | Matthew Wearn AUS Austrália             | Pavlos Kontides CYP Chipre                        | Stefano Peschiera PER Peru                 |
| 49er         | Diego Botín Florián Trittel ESP Espanha | Isaac McHardie William McKenzie NZL Nova Zelândia | Ian Barrows Hans Henken USA Estados Unidos |

Feminino
| Evento       | Ouro                                              | Prata                                   | Bronze                                   |
| ------------ | ------------------------------------------------- | --------------------------------------- | ---------------------------------------- |
| IQFoil       | Marta Maggetti ITA Itália                         | Sharon Kantor ISR Israel                | Emma Wilson GBR Grã-Bretanha             |
| Formula Kite | Ellie Aldridge GBR Grã-Bretanha                   | Lauriane Nolot FRA França               | Annelous Lammerts NED Países Baixos      |
| Laser Radial | Marit Bouwmeester NED Países Baixos               | Anne-Marie Rindom DEN Dinamarca         | Line Flem Høst NOR Noruega               |
| 49erFX       | Odile van Aanholt Annette Duetz NED Países Baixos | Vilma Bobeck Rebecca Netzler SWE Suécia | Sarah Steyaert Charline Picon FRA França |

Misto
| Evento   | Ouro                                   | Prata                                       | Bronze                                         |
| -------- | -------------------------------------- | ------------------------------------------- | ---------------------------------------------- |
| 470      | Lara Vadlau Lukas Mähr AUT Áustria     | Keiju Okada Miho Yoshioka JPN Japão         | Anton Dahlberg Lovisa Karlsson SWE Suécia      |
| Nacra 17 | Ruggero Tita Caterina Banti ITA Itália | Mateo Majdalani Eugenia Bosco ARG Argentina | Micah Wilkinson Erica Dawson NZL Nova Zelândia |

## Quadro de medalhas
| Ordem | País               | Medalha de ouro | Medalha de prata | Medalha de bronze |    | Ordem por total |
| ----- | ------------------ | --------------- | ---------------- | ----------------- | -- | --------------- |
| 1     | NED Países Baixos  | 2               |                  | 2                 | 4  | 1               |
| 2     | AUT Áustria        | 2               |                  |                   | 2  | 2               |
|       | ITA Itália         | 2               |                  |                   | 2  | 2               |
| 4     | AUS Austrália      | 1               | 1                |                   | 2  | 2               |
|       | ISR Israel         | 1               | 1                |                   | 2  | 2               |
| 6     | GBR Grã-Bretanha   | 1               |                  | 1                 | 2  | 2               |
| 7     | ESP Espanha        | 1               |                  |                   | 1  | 10              |
| 8     | FRA França         |                 | 1                | 1                 | 2  | 2               |
|       | NZL Nova Zelândia  |                 | 1                | 1                 | 2  | 2               |
|       | SWE Suécia         |                 | 1                | 1                 | 2  | 2               |
| 11    | ARG Argentina      |                 | 1                |                   | 1  | 10              |
|       | CYP Chipre         |                 | 1                |                   | 1  | 10              |
|       | DEN Dinamarca      |                 | 1                |                   | 1  | 10              |
|       | SLO Eslovênia      |                 | 1                |                   | 1  | 10              |
|       | JPN Japão          |                 | 1                |                   | 1  | 10              |
| 16    | USA Estados Unidos |                 |                  | 1                 | 1  | 10              |
|       | NOR Noruega        |                 |                  | 1                 | 1  | 10              |
|       | PER Peru           |                 |                  | 1                 | 1  | 10              |
|       | SGP Singapura      |                 |                  | 1                 | 1  | 10              |
| TOTAL | TOTAL              | 10              | 10               | 10                | 30 | —               |